# Jaime Labastida
Jaime Mario Labastida Ochoa (Los Mochis, Sinaloa, 15 de junio de 1939) es un poeta, periodista, ensayista, filósofo y académico mexicano. Dirigió la Academia Mexicana de la Lenguaentre febrero de 2011 y febrero de 2019

## Estudios y docencia
Obtuvo la licenciatura y la maestría en la Facultad de Filosofía y Letras de la Universidad Nacional Autónoma de México. Realizó cursos de posgrado e impartió cátedra en su Alma mater desde 1961. Es hermano del político mexicano y excandidato a la presidencia por el Partido Revolucionario Institucional (PRI) de 2000, Francisco Labastida Ochoa.

## Periodista y otros cargos
Ha colaborado para el periódico Excélsior y para la revista Siempre!. Dirigió la revista Plural durante casi veinte años. Su columna editorial se llamó «Magacen». Incursionó en la radio a través de los programas «Plural a la Carta» y «Descifremos al Mundo con Excélsior». 
Ha sido director general del Festival Cultural de Sinaloa y subdirector de Administración y Difusión del Instituto Nacional de Bellas Artes (INBA). Fue director de la editorial Siglo XXI desde 1990 hasta 2024. Es integrante del grupo literario La Espiga Amotinada junto con Óscar Oliva, Eraclio Zepeda, Jaime Augusto Shelley y Juan Bañuelos.

## Investigador y académico
Fue miembro del Consejo Consultivo de Ciencias de la Presidencia de la República. Es miembro honorario de la Sociedad Mexicana de Geografía y Estadística. Es miembro de la Sociedad General de Escritores de México (SOGEM). Fue miembro fundador y presidente de El Colegio de Sinaloa de 2006 a 2011.
Es miembro de número de la Asociación Filosófica de México. El 13 de noviembre de 1997 ingresó como miembro de número a la Academia Mexicana de la Lengua, tomó posesión de la silla XXVII el 21 de mayo de 1998. Se desempeñó como tesorero, fue director adjunto de noviembre de 2008 a febrero de 2011, fecha en la que fue nombrado director general, cargo que ocupó hasta febrero de 2019. Es miembro correspondiente de la Real Academia Española, de la Academia Cubana de la Lengua, y de la Academia Norteamericana de la Lengua Española.

## Premios y distinciones
- Premio Tuxtla Gutiérrez en 1980.
- Premio de poesía Jaime Sabines en 1981.
- Premio Internacional de Poesía Ciudad de la Paz, por su libro De las cuatro estaciones, en 1981.
- Premio Nacional de Periodismo por artículo de fondo, otorgado por el Club de Periodistas de México, en 1984.
- Premio Nacional de Literatura José Fuentes Mares en 1987.
- Premio Nacional de Periodismo de México por mejor artículo de fondo, en 1992.[11]
- Premio Xavier Villaurrutia por su obra Animal de silencios en 1996.
- Presea Caballero de la Orden de las Artes y Letras por el Ministerio de Cultura de Francia en 1998.
- Presea Ocho Columnas de Oro, otorgado por el periódico Ocho Columnas de Guadalajara en 2000.
- Cruz al Mérito por el presidente de la República Federal de Alemania en 2001.
- Doctor honoris causa por la Universidad Michoacana de San Nicolás de Hidalgo en 2002.
- Doctor honoris causa por la Universidad Autónoma de Sinaloa.[12]
- Premio López Velarde en 2007.
- Premio Nacional de Ciencias y Artes en el área de Historia, Ciencias Sociales y Filosofía otorgado por el gobierno federal de México en 2008.[13]
- Medalla de Oro de Bellas Artes, y homenaje en el Palacio de Bellas Artes, otorgada por el Consejo Nacional para la Cultura y las Artes (Conaculta) y el Instituto Nacional de Bellas Artes (INBA) en junio de 2009.[5]
- Premio Mazatlán de Literatura por su obra En el centro del año (2013)

## Obras
Entre sus libros se encuentran:
- Estética del peligro, en 1986.
- El amor, el sueño y la muerte en la poesía mexicana
- La palabra enemiga, en 1996.
- Humboldt, ciudadano universal, en 1999.
- Cuerpo, territorio, mito, en 2000.

Entre sus obras de poesía se encuentran:
- El descenso en 1960.
- La feroz alegría en 1965.
- A la intemperie en 1970.
- Obsesiones con un tema obligado en 1975.
- Las cuatro estaciones en 1981.
- Dominio de la tarde en 1991.
- Animal de silencios, en 1996.
- Elogios de la luz y de la sombra, en 1999.
- La sal me sabría a polvo, en 2009.
- En el centro del año, en 2012.
- Atmósferas, negaciones, en 2017.[15]